# El gos dels Baskerville (pel·lícula de 2002)
El gos dels Baskerville (títol original: The Hound of the Baskervilles) és un telefilm britànic dirigit per David Attwood, estrenat l'any 2002. Ha estat doblada al català.

## Argument
La intriga segueix la trama de la novel·la homònima d'Conan Doyle tot prenent-se algunes llibertats:
- Holmes comet un error que el posa a mercè del criminal a les arenes movedisses i Watson el salva.
- Una escena de mort a la forca que no apareix al novel·la
- El gos no és fosforescent
- La posada en escena sembla més orientada cap a l'acció i l'espectacular que en les altres adaptacions.[2]

## Repartiment
- Richard Roxburgh: Sherlock Holmes
- Ian Hart: Watson
- Richard E. Grant: Jack Stappleton
- Matt Day: Sir Henry Baskerville
- John Nettles: Dr. Mortimer
- Ron Cook: Barrymore
- Geraldine James: Mrs. Mortimer
- Neve McIntosh: Berryl Stappleton
- Liza Tarbuck: Mrs. Barrymore
- Paul Kynman: Selden
- Dany Webb: Inspector Lestrade

## Al voltant de la pel·lícula
- Algunes escenes han estat filmades prop dels llocs on Conan Doyle hauria situat el seu decorat original (Buckfastleigh, Devon)
- Un error geogràfic: en una seqüència que mostra el tren que es dirigeix cap a l'oest de Paddington (Centre oest de Londres) cap a Dartmoor (Devon), es distingeix clarament la catedral de Saint Paul enrere del pla. Ara bé, Saint Paul està situat a la City de Londres, a diverses milles a l'est de Paddington.
- 2002: Nominada en els premis BAFTA de televisió al millor so.